# 2706 Borovský
2706 Borovský è un asteroide della fascia principale. Scoperto nel 1980, presenta un'orbita caratterizzata da un semiasse maggiore pari a 3,0186197 UA e da un'eccentricità di 0,0435945, inclinata di 10,85563° rispetto all'eclittica.
L'asteroide è dedicato allo scrittore ceco Karel Havlíček Borovský.